# Osiedle Stefana Batorego (Hajnówka)
Osiedle Stefana Batorego – osiedle w Hajnówce rozlokowane między ulicami: Lipową, Batorego i Sportową.

## Historia
Osiedle złożone z 6 bloków z wielkiej płyty wybudowanych w drugiej połowie lat 80. XX wieku i kilku domów prywatnych. Po przeciwnej stronie osiedla blokowego znajduje się kościół Chrześcijan Baptystów oraz prawdopodobnie najstarszy zachowany dom w Hajnówce (druga połowa XIX w.). W budynku tym mieści się obecnie sklep meblowy, budynek jest zabudowany sidingiem, więc nie sprawia wrażenie tak starego. Na skrzyżowaniu ulic Lipowej i Batorego zachowało się kilka domów z lat 30. XX w. Skrzyżowanie to było pierwsze w Hajnówce, na którym zainstalowano sygnalizację świetlną (2007). Bloki na osiedlu jako pierwsze w Hajnówce zostały wyposażone w domofony (początek lat 90).

## Ulice
3-go Maja, Boczna, Grabowa, Lipowa, Sportowa, Stefana Batorego

## Galeria

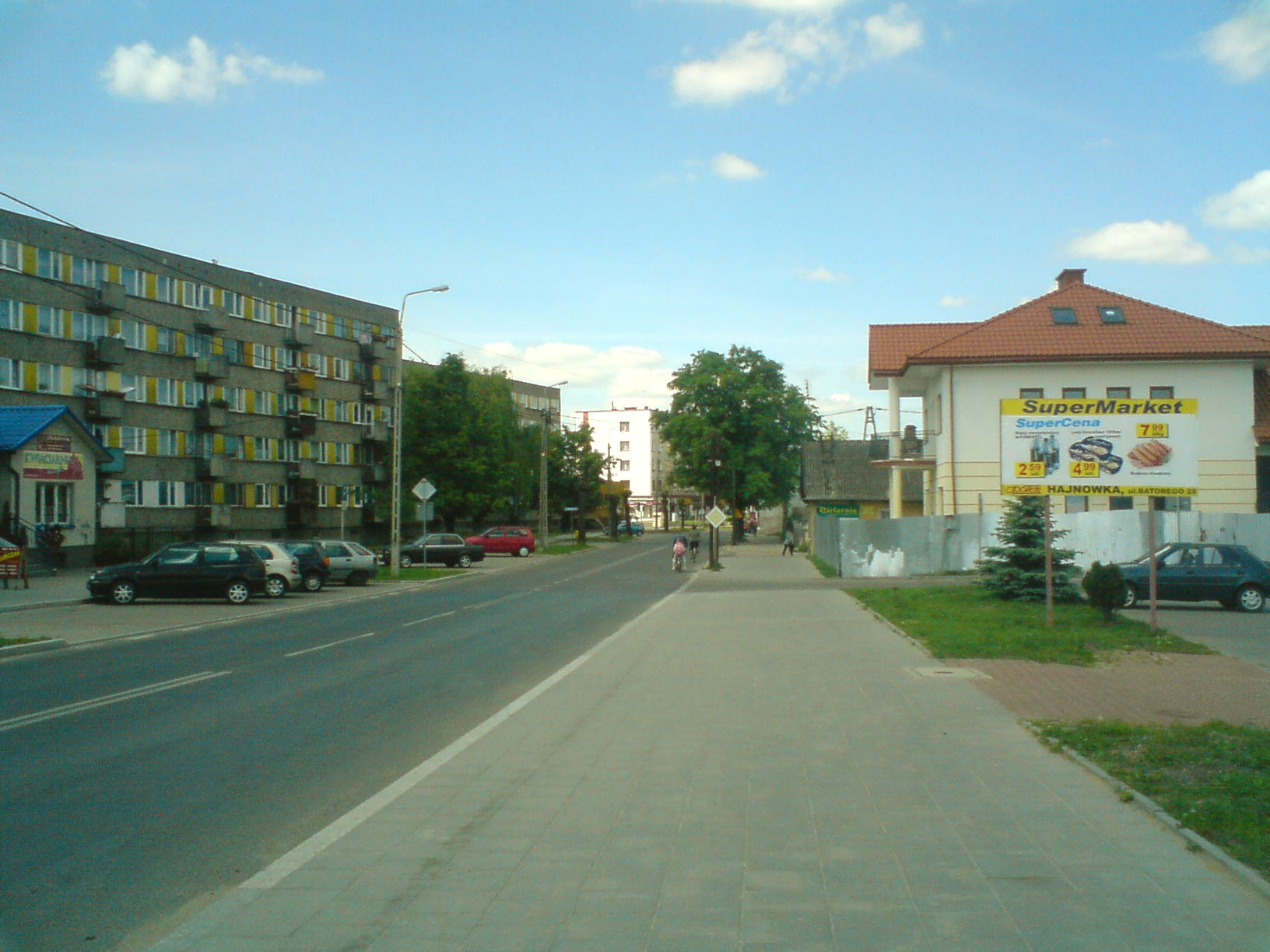
Ulica S. Batorego
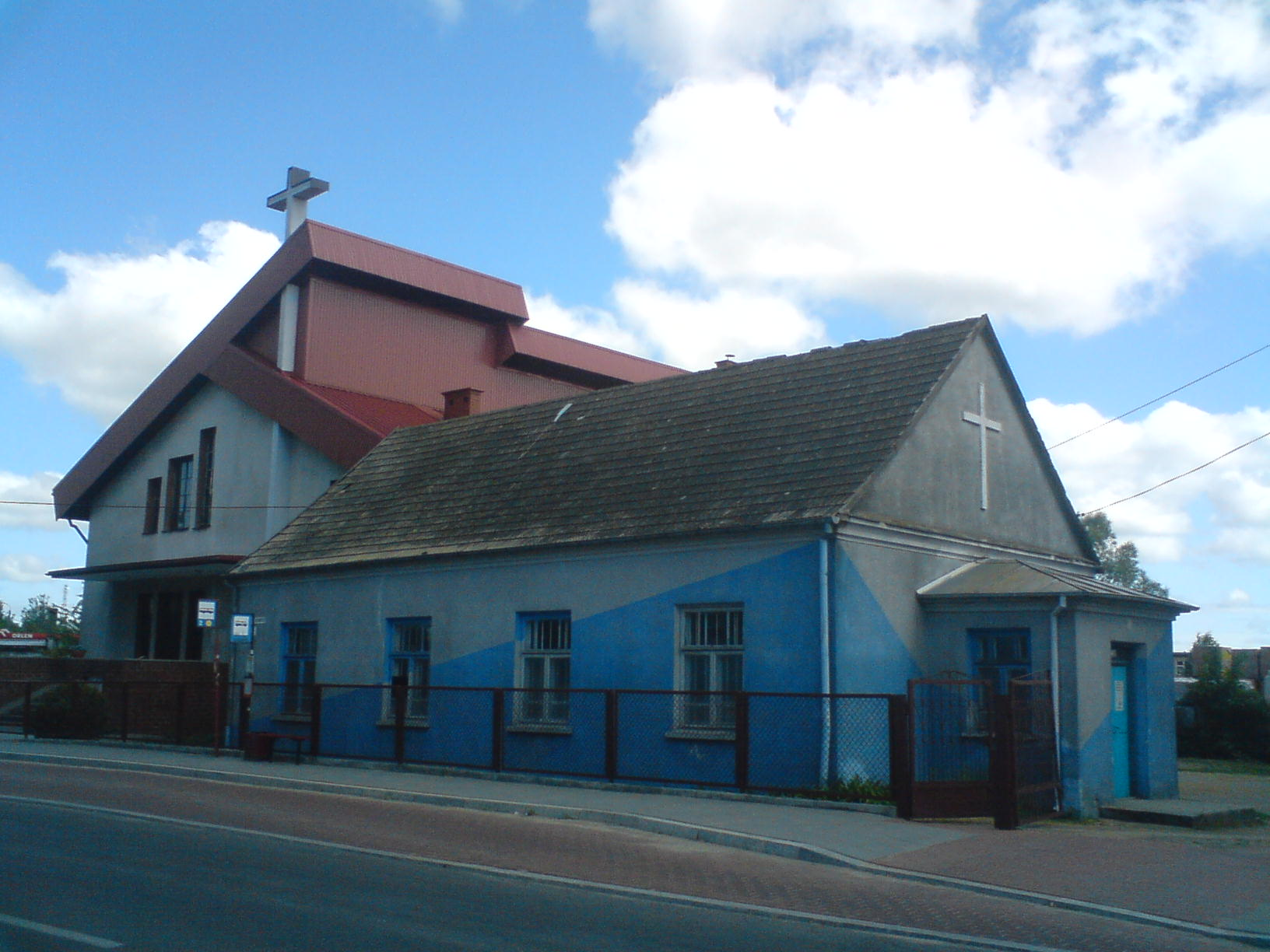
Zbór Kościoła Chrześcijan Baptystów
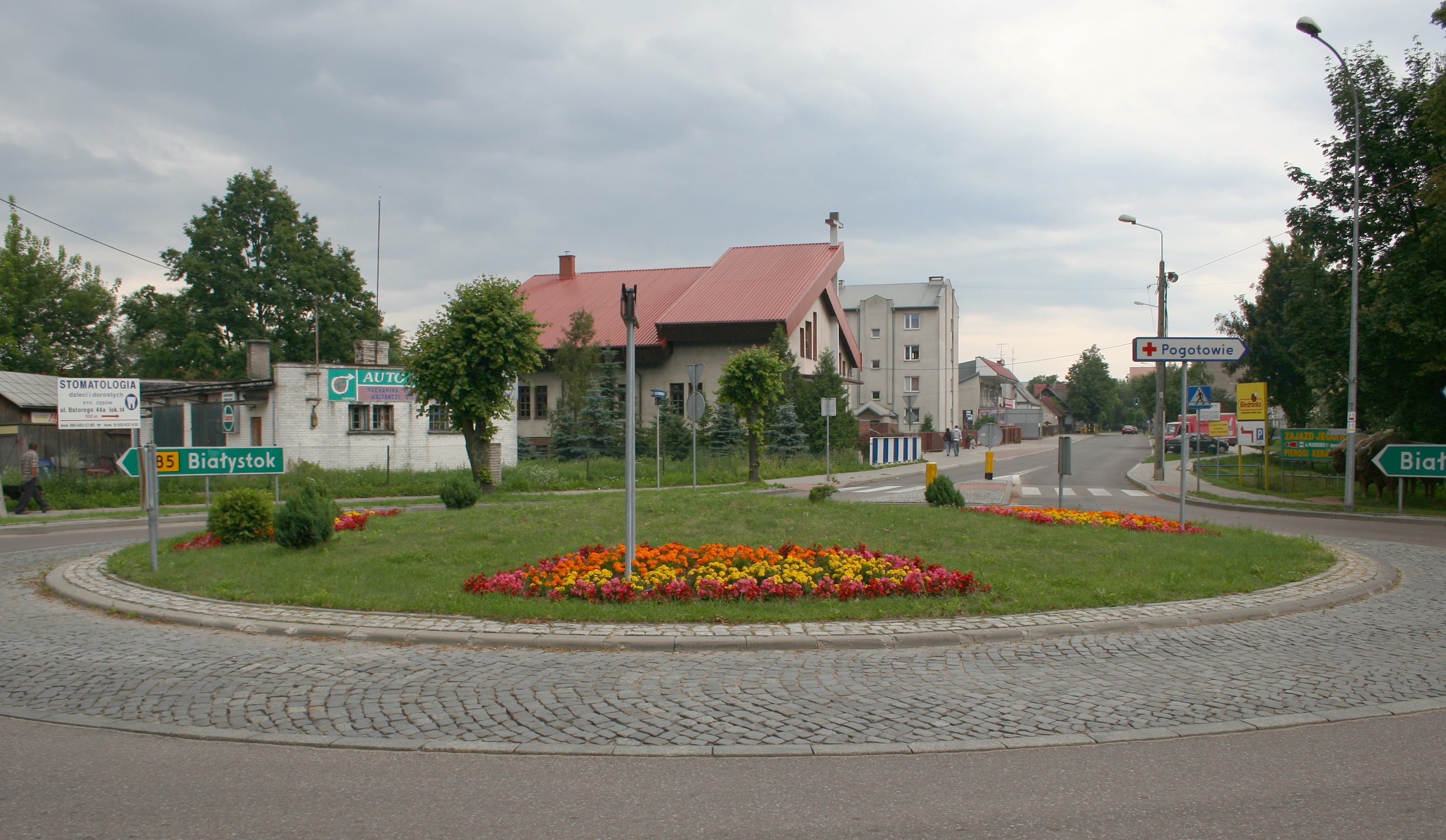
Rondo u zbiegu ulic Batorego, Sportowej i Dziewiatowskiego